# Célula fotovoltaica orgánica

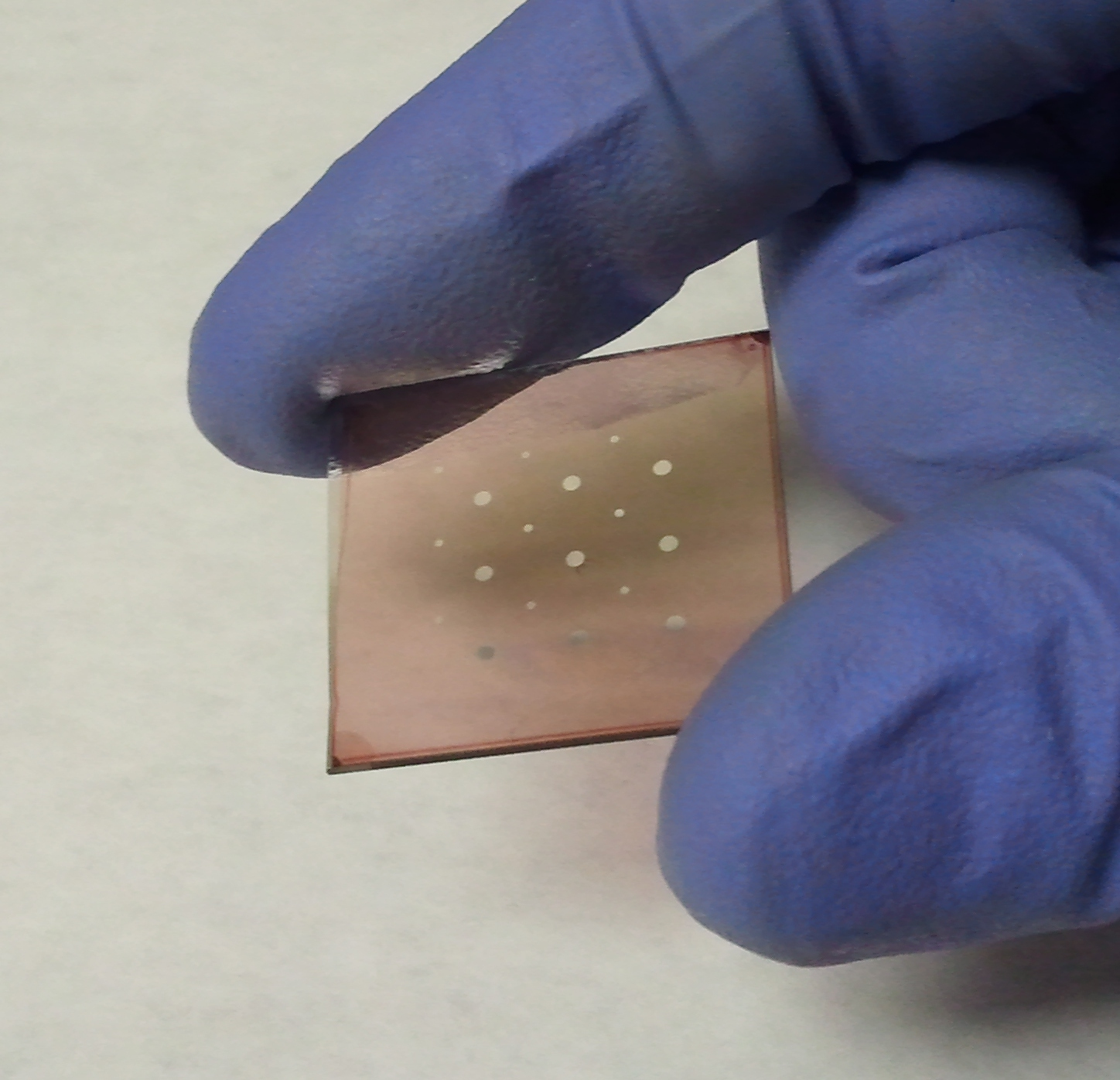
Polymer (Poly 3-hexylthiophene)

Las células fotovoltaicas orgánicas son  células solares, en las que al menos la capa activa se compone de moléculas orgánicas.

## Descripción

### Tipos
Existen principalmente tres tipos de células fotovoltaicas orgánicas:
1. las células fotovoltaicas orgánicas moleculares;
2. las células fotovoltaicas de polímeros orgánicos; y
3. las células fotovoltaicas híbridas.

## Historia y uso
Aparecidas en 1990, constituyen un intento de reducir el costo de la electricidad fotovoltaica, sin lugar a dudas el principal obstáculo para esta tecnología. Las células fotovoltaicas orgánicas se  benefician, en efecto, del bajo costo de los semiconductores orgánicos, así como de muchas posibles simplificaciones en los procesos de fabricación.
Se distinguen en los semiconductores orgánicos los polímeros, que son depositados por centrifugación. Son pequeñas moléculas de  materiales depositados por evaporación térmica.
Utilizando como sustrato plástico (PEN, PMMA ...), ofrecen la perspectiva de una producción en continuo (roll-to-roll), que permite finalmente el acceso a los paneles solares a un precio razonable.
Aún en investigación experimental, el registro de rendimiento es de entre el 4 % y el 5 % en el laboratorio. Antes de una posible comercialización deben realizarse  avances en la tecnología concernientes a la eficacia y a la encapsulación. De hecho, el oxígeno, muy electronegativo, reacciona con el exceso de electrones y reduce el nivel de dopaje.